# گالورا

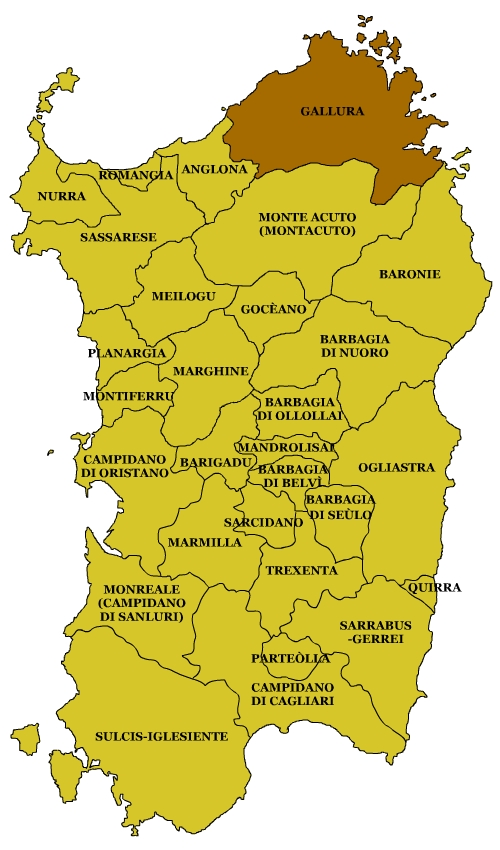
نقشهٔ گالورا

گالورا ناحیه ای است در شمال شرق جزیره ساردنیای ایتالیا. گالورا به معنی محوطه سنگی می‌باشد.
مساحت ناحیه گالورا ۳۵۰۰ ک. م می‌باشد. گالورا با شبه جزیره ایتالیا ۱۸۷ کیلومتر و با جزیره کرس فرانسه ۱۱ کیلومتر فاصله دارد.